# Tambourissa pedicellata
Tambourissa pedicellata é uma magnoliophyta da família Monimiaceae, endémica em Maurícia e seu habitat natural são regiões subtropicais ou tropicais de secas florestas.